# Aeroportul Phu Quoc
Aeroportul Phu Quoc (Sân bay Phú Quốc, Sân bay Dương Đông, IATA: PQC, ICAO: VVPQ) este un aeroport în estul districtului Phu Quoc din Kien Giang, Vietnam. Aeroportul a fost închis traficul pe 2 decembrie 2012, locul său fiind luat de Aeroportul Internațional Phu Quoc. 

## Companii aeriene și destinații
Din 2 decembrie 2012, toate operațiunile au fost mutate pe Aeroportul Internațional Phu Quoc.